# USS Palau (CVE-122)
USS Palau (CVE–122) là một tàu sân bay hộ tống lớp Commencement Bay được Hải quân Hoa Kỳ chế tạo trong Chiến tranh Thế giới thứ hai. Nó là chiếc tàu chiến duy nhất của Hải quân Mỹ được đặt theo nhóm đảo Palau ở cụm phía Tây quần đảo Caroline, nơi diễn ra Chiến dịch quần đảo Marianna và Palau trong Thế Chiến II. Hoàn tất khi Thế Chiến II đã kết thúc, con tàu chỉ hoạt động hạn chế trong vai trò huấn luyện và vận chuyển máy bay trong Chiến tranh Lạnh, cho đến khi xuất biên chế và bị tháo dỡ năm 1960.

## Thiết kế và chế tạo
Palau được đặt lườn tại xưởng tàu của hãng Todd Pacific Shipyards ở Tacoma, Washington vào ngày 19 tháng 2 năm 1945. Nó được hạ thủy vào ngày 6 tháng 8 năm 1945; được đỡ đầu bởi bà J. P. Whitney, và nhập biên chế vào ngày 15 tháng 1 năm 1946 dưới quyền chỉ huy của Hạm trưởng, Đại tá Hải quân W. E. Cleaves.

## Lịch sử hoạt động
Nhập biên chế vào giai đoạn Hải quân đang cắt giảm lực lượng sau chiến tranh, Palau hoàn tất việc chạy thử máy ngoài khơi bờ biển California trước khi băng qua kênh đào Panama để được đại tu sau thử máy tại Xưởng hải quân Boston. Nó khởi hành đi Norfolk, Virginia vào ngày 11 tháng 5 năm 1946, nơi nó không hoạt động cho đến tháng 5 năm 1947. Con tàu khởi hành vào ngày 22 tháng 5 để hoạt động huấn luyện ôn tập tại khu vực vịnh Guantánamo, Cuba, rồi quay trở về Norfolk và New York, nơi nó khởi hành cho một chuyến đi sang Recife, Brazil và Tây Phi. Quay trở về vùng bờ Đông vào ngày 16 tháng 8, và sau khi được đại tu tại Xường hải quân Boston, con tàu lại ở trong tình trạng không hoạt động tại Norfolk từ tháng 12 năm 1947 đến tháng 3 năm 1948.
Vào mùa Xuân năm 1948, Palau tiến hành những hoạt động thường lệ dọc theo vùng bở Đông cho đến ngày 3 tháng 6, khi nó khởi hành vận chuyển máy bay sang khu vực Địa Trung Hải trong khuôn khổ chương trình viện trợ quân sự cho Thổ Nhĩ Kỳ, bàn giao số máy bay này tại cảng Yesilkoy. Trong vụ xung đột Ả rập-Israel diễn ra sau đó, nó đã giúp vào việc đưa phái bộ hòa bình Liên Hợp Quốc do đặc sứ Folke Bernadotte đứng đầu triệt thoái khỏi Haifa vào ngày 8 tháng 7, khi thỏa thuận hòa bình bị vi phạm. Nó đi đến đảo Rhodes và chờ đợi tại đây cho đến ngày 24 tháng 7, khi nó đưa phái bộ Liên Hợp Quốc quay trở lại Haifa sau khi đạt được thỏa thuận hòa bình thứ hai. Con tàu quay trở về Norfolk vào ngày 7 tháng 8. 

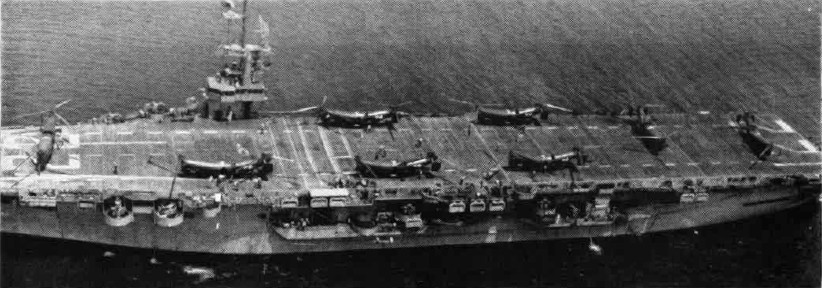
USS Palau với những máy bay trực thăng HRP-1 trên sàn tàu, 1951.

Palau tiếp nối những hoạt động thường lệ dọc theo vùng bở Đông, suốt từ khu vực New England cho đến vùng biển Caribe, cho đến tháng 4, 1952. nó lên đường đi sang khu vực Địa Trung Hải để phục vụ cùng Đệ lục Hạm đội cho đến cuối tháng 6, rồi quay trở lại vùng bờ Đông và tiếp tục hoạt động cùng Đệ nhị Hạm đội. Được chuẩn bị để cho ngừng hoạt động vào đầu năm 1953, nó thực hiện một chuyến đi vận chuyển máy bay cuối cùng sang Yokosuka, Nhật Bản từ ngày 8 tháng 8 đến ngày 22 tháng 10. Sau khi quay trở về, nó đi vào Xưởng hải quân Philadelphia, và được cho xuất biên chế tại đây vào ngày 15 tháng 6, 1954, được đưa về Hạm đội Dự bị Đại Tây Dương tại Philadelphia. Tên nó được cho rút khỏi danh sách Đăng bạ hải quân vào ngày 1 tháng 4, 1960, và con tàu được bán cho hãng Jacques Pierot, Jr. and Sons tại New York vào ngày 13 tháng 7, 1960 để tháo dỡ.